# Киев днём и ночью
«Киев днём и ночью» — скриптед-сериалити[прояснить], изготовленный по заказу телеканала «Новый канал». Адаптация немецкого сериала «Берлин — день и ночь» (нем. Berlin – Tag & Nacht). Первый украинский телесериал в жанре сериалити. Транслировался с 8 марта 2016 по 8 января 2019 на телеканале «Новый канал». Действие сериала происходило в Киеве, где разворачивались события вокруг жизни его героев.
Проект был русскоязычным в сезонах 1-4 (192 серии) и украиноязычным в 5 сезоне (72 серии). Канал упразднил сериал в январе 2019 года после пяти сезонов.

## Сюжет

### Сезоны 1-4
Оксана, Карина, Альбина, Богдан и Саша — решаются переехать в столицу, чтобы покорить ее. Они вместе снимают большую квартиру на двадцать четвертом этаже одной из новостроек. В их планах — покорить столицу и изменить свою жизнь к лучшему.

### Сезон 5
Осенью 2018 года произошел перезапуск сериалити — был изменен основной состав героев. Так, из предыдущих сезонов остались Альбина, Саша, Паша, Макс и Назар. Новые герои — Алина, Полина, Настя, Яся, Сэм — тоже переехали в столицу, чтобы начать новую жизнь.

## Актеры

### Главные роли
- Оксана Аврам в роли Оксаны, провинциальной девушки из Львова.
- Богдан Шелудяк в роли Богдана, фотографа из небольшого города.
- Карина Гаврилюк в роли Карины, будущей певицы из Хмельницкого.
- Альбина Перерва в роли Альбины, девушки из Полтавы.
- Александр Озолин в роли Саши, парня из Киева.
- Павел Сергиенко в роли Паши.
- Александр Вороный в качестве Александра Владимировича, старшего следователя. С конца 4 сезона муж Альбины.
- Ярослава Житомирская в роли Яси.
- Алина Лондон в роли Алины.
- Анастасия Дуркот в роли Насти, девушка из села имеет опыт работы официанткой, но хочет поступить в университет.
- Максим Сосновский в роли Макса, будущая модель Могилева-Подольского.
- Семен Терещенко в роли Сема, профессиональный барабанщик из Николаева.
- Назар Кухаренко в роли Назара, бизнесмен из Николаева.
- Полина Ковалевская в роли Полины, работает в ресторане родителей директором по развитию из Киева.

### Второстепенные роли
- Таисия-Оксана Щурук в роли Таси.
- Артур Логай в роли Артура.
- Виктория Маремуха в качестве самой себя.
- Эпифанио Лопез в роли Эпифанио.
- Анастасия Котляр в роли Насти.
- Татьяна Туманная в качестве Алины (сестры Насти, душевнобольной, бывшая невеста Эпифанио).
- Олег Машуковский в роли Олежки.
- Маргарита Авраменко в роли Риты.
- Виктор Андрущенко в роли Вити.
- Мария Якименко в роли Марии.
- Яна Смоленцева в роли Яны.
- Юлия Федорец в роли Юли.
- Руслан Гусейнов в роли Руслана.
- Юлия Яшникова в роли Юли.
- Владислав Гончар в роли Вани.
- Артем Оганесян в роли Артема.

## Эпизоды
| Сезон | Сезон | Эпизоды | Оригинальные показы | Оригинальные показы | Язык               |
| Сезон | Сезон | Эпизоды | Премьера            | Финал               | Язык               |
| ----- | ----- | ------- | ------------------- | ------------------- | ------------------ |
|       | 1     | 48      | март 8, 2016        | май 27, 2016        | русский            |
|       | 2     | 60      | сентябрь 13, 2016   | декабрь 23, 2016    | русский            |
|       | 3     | 36      | апрель 4, 2017      | июнь 2, 2017        | русский            |
|       | 4     | 48      | сентябрь 19, 2017   | декабрь 8, 2017     | украинский/русский |
|       | 5     | 72      | август 28, 2018     | январь 8, 2019      | украинский         |

## Производство

### Съемки
Съемки первого сезона начались в августе 2015 года. Сериал продлен на пятый сезон, участники которого выбирались с помощью кастинг-проекта «ЗАКДНся».

### Саундтрек
Большинство треков по телесериалу написано молодыми украинскими группами и исполнителями, среди них: Bahroma, Cardiomachine, «The Hardkiss», Max Savchenko, Sionchuk, «Бумбокс» и Pianoбой . Русскоязычный саундтрек под названием «Киев Днем и Ночью» для сериала создал группу «О.Torvald».

### Закрытие
Из-за слишком низких рейтингов пятого сезона осенью 2018 года «Новый канал» решил закрыть проект.

### Специальные выпуски
После начала полномасштабного вторжения России в Украину создатели сериала Киев днем и ночью выпустили небольшой видеоролик, посвящённый войне. В нём появились некоторые старые персонажи проекта.

## Рейтинги
Второй сезон сериалити показал прирост просмотров на 25 %.
Старт пятого сезона обновленного проекта не показал удачных результатов. Показ первых серий, транслировавшихся на Новом канале со вторника по пятницу в 21:00, обрушил просмотр вечернего слота телеканала на 50 %. В связи с этим показ был перенесен на более позднее время — сначала на север, впоследствии — ближе к 01:00.

## Награды
| Год  | Премия     | Категория                   | Номинант(ы)                 | Результат |
| ---- | ---------- | --------------------------- | --------------------------- | --------- |
| 2018 | Телетриумф | Докудрама, скриптед-реалити | Докудрама, скриптед-реалити | Номинация |